# رسوم متحركة جايدن
جايدن ديتفاخ (ولدت في 27 أيلول 1997) هي منشِئة محتوى ومُحركة رسوم أمريكية معروفة بقناة الرسوم المتحركة القصصية الخاصة بها على يوتيوب، "جايدن أنيميشنز". تقوم بإنتاج مقاطع فيديو تتناول مجموعة متنوعة من المواضيع، تتراوح بين تجارب حياتها الشخصية وقصص ألعاب الفيديو.
وحتى تموز 2025، بلغ عدد المشتركين في القناة الرئيسية لجايدن ديتفاخ على يوتيوب 14.7 مليون مشترك، وحققت 2.9 مليار مشاهدة. وقد رُشحت لنيل ما مجموعه ست جوائز "ستريمي"، وفازت بجائزة فئة الرسوم المتحركة في الدورة العاشرة لجوائز "ستريمي" سنة 2020.

## المسيرة المهنية
أنشأت ديتفاخ قناتها على يوتيوب في شباط 2014، عندما كانت تبلغ من العمر 16 عامًا. قبل أن تبدأ بنشر مقاطع الفيديو الخاصة بها، كانت تقوم بتحريك الرسوم لقنوات يوتيوب أخرى، منها قناة "آي هاز كبكويك". خلال عامي 2016 و2017، بدأت قناة ديتفاخ بالانتشار على الموقع، وأصبحت أكثر بروزًا لدى جمهور أوسع. تقوم ديتفاخ في الأساس برفع مقاطع فيديو متحركة على يوتيوب تروي من خلالها قصصًا عن حياتها الشخصية. وتتناول أحيانًا مواضيع مثل العلاقات السامة، وتقدير الذات، والقلق، والاكتئاب. كما تُنتج مقاطع فيديو تدور حول رحلاتها وألعاب الفيديو مثل "بوكيمون".
في كانون الأول 2017، ظهرت الشخصية المتحركة الخاصة بديتفاخ في فيديو "إعادة لف يوتيوب: شكل عام 2017"، وهي أول نسخة من سلسلة "يوتيوب ريويند" تتضمن رسامين من يوتيوب. وفي عام 2018، ظهرت شخصيتها مرة أخرى في النسخة التالية بعنوان "الجميع يتحكم في ريويند". وقد لقي ظهورها ترحيبًا إيجابيًا من المشاهدين بسبب تضمنه إشارة إلى كرسي "بيو دي باي"، الذي كان آنذاك صاحب أعلى عدد من المشتركين، وتم استبعاده من الفيديو بشكل مثير للجدل. وفي أيلول 2018، رُشحت أيضًا لجائزة ضمن فئة الرسوم المتحركة في الدورة الثامنة لجوائز "ستريمي".
في آذار 2019، شاركت ديتفاخ في بطولة للرماية بأسلحة "إيرسوفت" نظمها منشئ المحتوى "مستر بيست" وبدعم من شركة تطوير الألعاب "إلكترونيك آرتس". نُظمت الفعالية بهدف الترويج لإصدار لعبة "أبيكس ليجندز"، وشارك فيها 36 لاعبًا من أبرز المؤثرين على يوتيوب. وقد فاز فريق ديتفاخ، والذي ضم أيضًا "ذا أود وانس آوت" و"أنتوني باديا"، بمبلغ 100,000 دولار أمريكي في إحدى جولتي المنافسة، حيث أطلقت ديتفاخ الرصاصة الفائزة بنفسها. وفي كانون الأول 2020، فازت بجائزة فئة الرسوم المتحركة في الدورة العاشرة لجوائز "ستريمي".
في كانون الثاني 2021، ظهرت ديتفاخ في برنامج "واي آي آي واي تايم: ذا غيم شو"، وهو برنامج كوميدي من إنتاج يوتيوب الأصلي، يقدمه "جاك دوغلاس"، المعروف باسم "جاكس فيلمز". وتشارك أيضًا بشكل متكرر في برنامج الألعاب الارتجالية "سكربل شوداون" إلى جانب "ذا أود وانس آوت"، و"دوميكس"، و"روبر روس"، و"إيغورابتور"، و"إيميريتشو". وبالاشتراك مع منشئ المحتوى "ذا أود وانس آوت"، تُعد ديتفاخ جزءًا من "فريق التحريك"، وهو مجموعة من الرسامين الذين يتعاونون باستمرار في إنتاج الفيديوهات. وتُدار قناتها من قبل شبكة "تشانل فريديريتور" المتعددة القنوات.

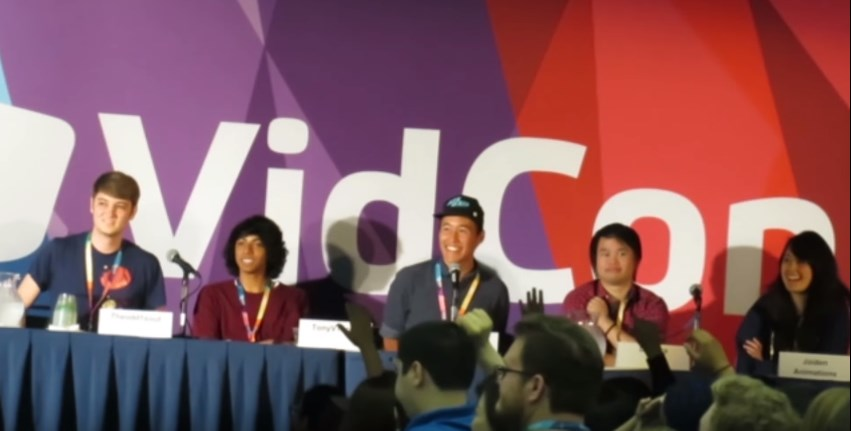
ديتفاخ (على اليمين) في VidCon مع TheOdd1sOut (على اليسار)، ودوميكس (الثاني من اليمين)، ورسامي الرسوم المتحركة الآخرين على YouTube.

في 1 حزيران 2021، وصلت قناتها على يوتيوب إلى 10 ملايين مشترك. وتلقت ترشيحًا في فئة الرسوم المتحركة خلال الدورة الحادية عشرة لجوائز "ستريمي" في كانون الأول 2021. وفي عام 2022، وقّعت عقدًا مع وكالة "كرياتيف آرتيستس". وقد صنّف موقع يوتيوب مقطعها "كوني غير مستقيمة" ضمن قائمة "أكثر الفيديوهات رواجًا" لسنة 2022، حيث تجاوز عدد مشاهداته 17 مليون مشاهدة مع نهاية العام.
في تموز 2024، فازت ديتفاخ بمنافسة أخرى نظمها "مستر بيست"، في فيديو بعنوان "50 منشئ محتوى يتنافسون على مليون دولار"، حيث تنافست ضد 49 منشئ محتوى آخر للفوز بمبلغ مليون دولار أمريكي لتوزيعه على مشتركيها. وقد تعهدت باستخدام الجائزة لإرسال بعض مشتركيها إلى مدارس الفنون. وفي وقت لاحق من الشهر نفسه، وبمناسبة الذكرى العاشرة لأول مقطع فيديو لها، أعلنت ديتفاخ أنها لا تخطط للاستمرار في صناعة المحتوى إلى الأبد.

## الأنشطة الخيرية
في نيسان 2019، نشرت جايدن ديتفاخ مقطع فيديو تشجّع فيه الناس على التبرع لمحمية "بيرد غاردنز أوف نابلس"، وهي محمية غير ربحية للطيور في ولاية فلوريدا، من خلال حملة "غو فند مي". وخلال تسعة أسابيع، جمعت الحملة أكثر من 22,000 دولار أمريكي. كما كانت ديتفاخ من بين العديد من الشخصيات على وسائل التواصل الاجتماعي الذين تبرعوا لحملة "تيم تريز" لجمع التبرعات في عام 2019.
وبمناسبة يوم الصحة العالمي في نيسان 2020، شاركت ديتفاخ في فعالية البث الخيري المباشر #الأمل_من_المنزل، وهي حملة أطلقها منشئ المحتوى "جاكسبتيك آي"، وجمعت أكثر من 260,000 دولار أمريكي لدعم جهود الإغاثة من جائحة كوفيد-19.
في تشرين الأول 2021، شاركت ديتفاخ في بطولة خيرية للعبة الفيديو "نيكلوديون أول-ستار برول"، بتنظيم من منشئ المحتوى "ألفاراد" و"كوني" من منظمة "باندا غلوبال" للرياضات الإلكترونية، حيث لعبت بشخصية "كات دوغ". وخلال حملتها، جمعت أكثر من 73,000 دولار أمريكي بعد أن نشرت مقطع فيديو - تم حذفه لاحقًا - تطلب فيه التبرعات لمساعدتها في اختيار "كات دوغ" كشخصيتها المفضلة في البطولة.

## الحياة الشخصية
وُلدت جايدن ديتفاخ في 27 أيلول 1997، ونشأت في ولاية أريزونا في الولايات المتحدة. وهي من أصول يابانية جزئيًا.
ذكرت ديتفاخ في مقطع فيديو عام 2018 أنها انتقلت إلى ولاية كاليفورنيا. وفي كانون الأول 2022، اشترت منزلًا بقيمة 4.8 مليون دولار أمريكي في حي "شيرمان أوكس" بمدينة لوس أنجلوس، كاليفورنيا، بالشراكة مع منشئ المحتوى "ألفاراد". وفي عام 2025، باعت عقارًا مجددًا بالكامل في منطقة "إيغل روك" مقابل 2.6 مليون دولار أمريكي.
في عام 2017، تحدثت ديتفاخ عن تجربتها مع اضطرابات الأكل، وتحديدًا فقدان الشهية العصبي والشره المرضي، وذلك في مقطع فيديو بعنوان "لماذا لا أفعل 'كشف الوجه'". وفي عام 2018، شاركت في أغنية بعنوان "فارغ" سجلتها بالتعاون مع "بوي إن أ باند".
في عام 2022، في مقطع الفيديو الخاص بها بعنوان "Being Not Straight"، أعلنت علنًا أنها لارومانسية ولاجنسية.    في عام 2024، أعلنت علنًا أنها مصابة باضطراب فرط الحركة ونقص الانتباه والتوحد . 

## قائمة الأعمال

### المسلسلات التلفزيونية والويب
| السنة     | العنوان               | الدور                            | Ref.   |
| --------- | --------------------- | -------------------------------- | ------ |
| 2017–2018 | يوتيوب الترجيع        | نفسها; صوت; أيضا الرسوم المتحركة |        |
| 2020      | ألعاب الخالق          | نفسها                            |        |
| 2021      | ياي الوقت: عرض اللعبة | نفسها                            | [ 54 ] |

### ألعاب الفيديو
| سنة  | عنوان    | دور        | Ref.   |
| ---- | -------- | ---------- | ------ |
| 2024 | رحلة AFK | نفسها؛ صوت | [ 55 ] |

## ديسكوغرافيا
- 2018: "فارغ" (مع Boyinaband ) [56]
- 2021: "Rise Above" (ناشر؛ مع Rainych ) [57]

- 2022: "Rise Above (النسخة الإنجليزية)" (ناشر؛ مع Rainych و Illberg) [58]

- 2022: "Rise Above (النسخة اليابانية)" (ناشر؛ مع Rainych وIllberg) [59]

## الجوائز والترشيحات
| العام | الجائزة      | الفئة                                     | النتيجة | المرجع |
| ----- | ------------ | ----------------------------------------- | ------- | ------ |
| 2018  | جوائز ستريمي | الجائزة العامة – الرسوم المتحركة          | رُشحت    | [1]    |
| 2020  | جوائز ستريمي | جائزة الموضوع – الرسوم المتحركة           | فازت    | [2]    |
| 2021  | جوائز ستريمي | جائزة الموضوع – الرسوم المتحركة           | رُشحت    | [3]    |
| 2022  | جوائز ستريمي | جائزة الموضوع – الرسوم المتحركة           | رُشحت    | [4]    |
| 2023  | جوائز ستريمي | جائزة الموضوع – الرسوم المتحركة           | رُشحت    | [5]    |
|       | جوائز ستريمي | الجائزة الفردية – شخصية افتراضية (VTuber) | رُشحت    |        |

## روابط خارجية
- الموقع الرسمي
- رسوم متحركة جايدن في قاعدة بيانات الأفلام على الإنترنت
- Jaiden Animations at YouTube